# Laurent Gaudé
Laurent Gaudé (født 6. juli 1972 i Paris) er en fransk forfatter, der i 2004 fik Goncourtprisen for romanen Le Soleil des Scorta.